# Sabicea diversifolia
Sabicea diversifolia là một loài thực vật có hoa trong họ Thiến thảo. Loài này được Pers. miêu tả khoa học đầu tiên năm 1805.